# Sistemul de rachete Tor
Sistemul de rachete Tor (rusă „Tор”; engleză torus) este un sistem de rachete sol-aer cu rază scurtă de acțiune, pentru mică și medie altitudine, pentru toate anotimpurile, proiectat pentru distrugerea avioanelor, elicopterelor, rachetelor de croazieră, muniției ghidate cu precizie, vehiculelor aeriene fără pilot și amenințărilor balistice de la distanță mică (anti-muniție).
Dezvoltat inițial de Uniunea Sovietică sub denumirea GRAU 9K330 Tor, sistemul este cunoscut în mod obișnuit prin numele său de raportare NATO, SA-15 „Gauntlet”. O variantă navală a fost dezvoltată sub denumirea 3K95 „Kinzhal”, cunoscută și sub denumirea de „Gauntlet” SA-N-9. Tor a fost, de asemenea, primul sistem de apărare aeriană din lume, conceput din start pentru a doborâ arme ghidate de precizie, cum ar fi AGM-86 ALCM zi și noapte, pe vreme rea și situații de blocaj. Tor poate detecta țintele în timp ce este în mișcare. Vehiculul trebuie să se oprească intermitent la tragere, deși se efectuează încercări pentru a elimina această restricție.

## Legături externe
- Almaz-Antey, Tor Design Bureau
- Kupol, Tor Manufacturer
- Federation of American Scientists page Arhivat în 10 iulie 2006, la Wayback Machine.
- TOR-M1 missile components and schematic (Russian) from unconfirmed source